# Cinquième district congressionnel de l'État de New York
Le cinquième district congressionnel de New York est un district des États-Unis, représenté par le Démocrate Gregory Meeks. Le district est situé dans le Queens. Une majorité de la population du district est afro-américaine et la majorité de la population du district n'est pas blanche.
Le district comprend toute la Rockaway Peninsula ainsi que les quartiers du Queens de Broad Channel, Cambria Heights, Hollis, Howard Beach, Jamaica, Kew Gardens, Laurelton, Queens Village, Richmond Hill, Rosedale, South Jamaica, Saint Albans, Springfield Gardens et South Ozone Park, ainsi que l'Aéroport International John F. Kennedy.
Le district englobe les quartiers à majorité afro-américaine de l'est du Queens, ainsi que les enclaves américaines caribéennes et sud-asiatiques du sud et de l'est du Queens, y compris les quartiers de Jamaica, Ozone Park, Richmond Hill, South Ozone Park et Hollis, abrite d'importantes populations guyanaises, jamaïcaines, trinidadiennes et tobagoniennes, indiennes, bangladaises et haïtiennes. En 2018, la population américaine guyanaise du district représente 7,3 % du district, la plus élevée de tous les districts du pays, et sa population amérindienne s'élève à 8,35 %, la plus élevée de tous les districts de New York. Le 5e district a également le deuxième pourcentage le plus élevé d'Américains jamaïcains, d'Américains bangladais, d'Américains trinidadiens et tobagonais et d'Américains haïtiens parmi tous les districts de New York.

## Historique de vote
| Année | Poste     | Résultats               |
| ----- | --------- | ----------------------- |
| 1992  | Président | Clinton 52,0 % – 35,0 % |
| 1996  | Président | Clinton 60,0 % – 32,0 % |
| 2000  | Président | Gore 67,0 % – 30,0 %    |
| 2004  | Président | Kerry 63,0 % – 36,0 %   |
| 2008  | Président | Obama 63,0 % – 36,0 %   |
| 2012  | Président | Obama 91,0 % – 9,0 %    |
| 2016  | Président | Clinton 86,0 % – 13,0 % |
| 2020  | Président | Biden 83,0 % – 16,0 %   |

## Liste des Représentants du district
| Membre                          | Parti                 | Années                             | Congrès     | Histoire électorale | Zone géographique                                                                                        |
| ------------------------------- | --------------------- | ---------------------------------- | ----------- | --- | --- |
| District établit le 4 mars 1789 |                       |                                    |             | | |
| Peter Silvester (en)            | Pro Administration    | 4 mars 1789 - 3 mars 1793          | 1er , 2e    | Élu en 1789. Réélu en 1790. Retrait. | |
| Theodorus Bailey (en)           | Anti-Administration   | 4 mars 1793 - 3 mars 1795          | 3e , 4e     | Élu en 1793. Réélu en 1794. Perd sa réélection. | |
| Theodorus Bailey (en)           | Républicain-Démocrate | 4 mars 1795 - 3 mars 1797          | 3e , 4e     | Élu en 1793. Réélu en 1794. Perd sa réélection. | |
| David Brooks (en)               | Fédéraliste           | 4 mars 1797 - 3 mars 1799          | 5e          | Élu en 1796. Perd sa réélection. | |
| Theodorus Bailey (en)           | Républicain-Démocrate | 5 mars 1799 - 3 mars 1801          | 6e          | Élu en 1798. Retrait. | |
| Thomas Tillotson (en)           | Républicain-Démocrate | 4 mars 1801 - 10 août 1801         | 7e          | Élu en 1800. Retrait pour devenir Secrétaire d'État de New York. | |
| Vacant                          | Vacant                | 10 août 1801 - 7 décembre 1801     | 7e          | | |
| Theodorus Bailey (en)           | Républicain-Démocrate | 7 décembre 1801 - 3 mars 1803      | 7e          | Élu pour terminer le mandat de Tillotson. Retrait pour se présenter comme Sénateur des États-Unis.                                                                                                  | |
| Andrew McCord (en)              | Républicain-Démocrate | 4 mars 1803 - 3 mars 1805          | 8e          | Élu en 1802. | |
| John Blake Jr. (en)             | Républicain-Démocrate | 4 mars 1805 - 3 mars 1809          | 9e , 10e    | Élu en 1804. Réélu en 1806. | |
| Barent Gardenier (en)           | Fédéraliste           | 4 mars 1809 - 3 mars 1811          | 11e         | Redécoupage vers le 7e district et réélu en 1808. Retrait. | |
| Thomas B. Cooke (en)            | Républicain-Démocrate | 4 mars 1811 - 3 mars 1813          | 12e         | Élu en 1810. | |
| Thomas P. Grosvenor (en)        | Fédéraliste           | 4 mars 1813 - 3 mars 1817          | 13e , 14e   | Redécoupage depuis le 6e district et réélu en 1812. Réélu en 1814. | |
| Philip J. Schuyler (en)         | Fédéraliste           | 4 mars 1817 - 3 mars 1819          | 15e         | Élu en 1816. Retrait. | |
| James Strong (en)               | Fédéraliste           | 4 mars 1819 - 3 mars 1821          | 16e         | Élu en 1818. | |
| Vacant                          | Vacant                | 4 mars 1821 - 3 décembre 1821      | 17e         | Des élections ont eu lieu en avril 1821. On ne sait pas exactement quand les résultats ont été annoncés.                                                                                            | Des élections ont eu lieu en avril 1821. On ne sait pas exactement quand les résultats ont été annoncés. |
| Walter Patterson (en)           | Fédéraliste           | 3 décembre 1821 - 3 mars 1823      | 17e         | Élu en 1821. | |
| William W. Van Wyck (en)        | Républicain-Démocrate | 4 mars 1823 - 3 mars 1825          | 18e         | Redécoupage depuis le 4e district et réélu en 1822. | |
| Bartow White (en)               | Anti-Jacksonien       | 4 mars 1825 - 3 mars 1827          | 19e         | Élu en 1824. Retrait. | |
| Thomas J. Oakley (en)           | Jacksonien (en)       | 4 mars 1827 - 9 mai 1828           | 20e         | Élu en 1826. Démissionne pour devenir Juge de la Cour Supérieure de New York City. | |
| Vacant                          | Vacant                | 9 mai 1828 - 1er décembre 1828     | 20e         | | |
| Thomas Taber II (en)            | Jacksonien (en)       | 1er mai 1828 - 3 mars 1829         | 20e         | Élu pour terminer le mandat d'Oakley. Ne s'est pas présenté pour un autre mandat. | |
| Abraham Bockee (en)             | Jacksonien (en)       | 4 mars 1829 - 3 mars 1831          | 21e         | Élu en 1828. | |
| Edmund H. Pendleton (en)        | Anti-Jacksonien       | 4 mars 1831 - 3 mars 1833          | 22e         | Élu en 1830. | |
| Abraham Bockee (en)             | Jacksonien (en)       | 4 mars 1833 - 3 mars 1837          | 23e,24e     | Élu en 1832. Réélu en 1834. | |
| Obadiah Titus (en)              | Démocrate             | 4 mars 1837 - 3 mars 1839          | 25e         | Élu en 1836. | |
| Charles Johnston (en)           | Whig                  | 4 mars 1839 - 3 mars 1841          | 26e         | Élu en 1838. | |
| Richard D. Davis (en)           | Démocrate             | 4 mars 1841 - 3 mars 1843          | 27e         | Élu en 1840. Redécoupage vers le 8e district. | |
| Moses G. Leonard (en)           | Démocrate             | 4 mars 1843 - 3 mars 1845          | 28e         | Élu en 1842. | |
| Thomas M. Woodruff (en)         | Américain             | 4 mars 1845 - 3 mars 1847          | 29e         | Élu en 1844. | |
| Frederick A. Tallmadge (en)     | Whig                  | 4 mars 1847 - 3 mars 1849          | 30e         | Élu en 1846. | |
| George Briggs (en)              | Whig                  | 4 mars 1849 - 3 mars 1853          | 31e , 32e   | Élu en 1848. Réélu en 1850. | |
| William M. Tweed                | Démocrate             | 4 mars 1853 - 3 mars 1855          | 33e         | Élu en 1852. | |
| Thomas R. Whitney (en)          | Américain             | 4 mars 1855 - 3 mars 1857          | 34e         | Élu en 1854. | |
| William B. Maclay (en)          | Démocrate             | 4 mars 1857 - 3 mars 1861          | 35e , 36e   | Élu en 1856. Réélu en 1858. | |
| William Wall (en)               | Républicain           | 4 mars 1861 - 3 mars 1863          | 37e         | Élu en 1860. | |
| Fernando Wood                   | Démocrate             | 4 mars 1863 - 3 mars 1865          | 38e         | Élu en 1862. | |
| Nelson Taylor (en)              | Démocrate             | 4 mars 1865 - 3 mars 1867          | 39e         | Élu en 1864. | |
| John Morrissey                  | Démocrate             | 4 mars 1867 - 3 mars 1871          | 40e , 41e   | Élu en 1866. Réélu en 1868. | |
| William R. Roberts (en)         | Démocrate             | 4 mars 1871 - 3 mars 1875          | 42e , 43e   | Élu en 1870. Réélu en 1872. | |
| Edwin R. Meade (en)             | Démocrate             | 4 mars 1875 - 3 mars 1877          | 44e         | Élu en 1874. | |
| Nicholas Muller (en)            | Démocrate             | 4 mars 1877 - 3 mars 1881          | 45e , 46e   | Élu en 1876. Réélu en 1878. | |
| Benjamin Wood (en)              | Démocrate             | 4 mars 1881 - 3 mars 1883          | 47e         | Élu en 1880. | |
| Nicholas Muller (en)            | Démocrate             | 4 mars 1883 - 3 mars 1885          | 48e         | Élu en 1882. Redécoupage vers le 6e district. | |
| Archibald M. Bliss (en)         | Démocrate             | 4 mars 1885 - 3 mars 1889          | 49e , 50e   | Élu en 1884. Réélu en 1886. | |
| Thomas F. Magner (en)           | Démocrate             | 4 mars 1889 - 3 mars 1893          | 51e , 52e   | Élu en 1888. Réélu en 1890. Redécoupage vers le 6e district. | |
| John H. Graham (en)             | Démocrate             | 4 mars 1893 - 3 mars 1895          | 53e         | Élu en 1892. | |
| Charles G. Bennett (en)         | Républicain           | 4 mars 1895 - 3 mars 1899          | 54e , 55e   | Élu en 1894. Réélu en 1896. | |
| Frank E. Wilson (en)            | Démocrate             | 4 mars 1899 - 3 mars 1903          | 56e , 57e   | Élu en 1898. Réélu en 1900. Redécoupage vers le 4e district. | |
| Edward M. Bassett (en)          | Démocrate             | 4 mars 1903 - 3 mars 1905          | 58e         | Élu en 1902. | |
| George E. Waldo (en)            | Républicain           | 4 mars 1905 - 3 mars 1909          | 59e , 60e   | Élu en 1904. Réélu en 1906. | |
| Richard Young (en)              | Républicain           | 4 mars 1909 - 3 mars 1911          | 61e         | Élu en 1908. | |
| William Cox Redfield (en)       | Démocrate             | 4 mars 1911 - 3 mars 1913          | 62e         | Élu en 1910. | |
| James P. Maher (en)             | Démocrate             | 4 mars 1913 - 3 mars 1919          | 63e - 65e   | Redécoupage depuis le 3e district et réélu en 1912. Réélu en 1914. Réélu en 1916. Redécoupage vers le 7e district.                                                                                  | |
| John B. Johnston (en)           | Démocrate             | 4 mars 1919 - 3 mars 1921          | 66e         | Élu en 1918. | |
| Ardolph Loges Kline             | Républicain           | 4 mars 1921 - 3 mars 1923          | 67e         | Élu en 1920. | |
| Loring M. Black Jr. (en)        | Démocrate             | 4 mars 1923 - 3 janvier 1935       | 68e - 73e   | Élu en 1922. Réélu en 1924. Réélu en 1926. Réélu en 1928. Réélu en 1930. Réélu en 1932. | |
| Marcelius H. Evans (en)         | Démocrate             | 3 janvier 1935 - 3 janvier 1941    | 74e - 76e   | Élu en 1934. Réélu en 1936. Réélu en 1938. | |
| James J. Heffernan (en)         | Démocrate             | 3 janvier 1941 - 3 janvier 1945    | 77e , 78e   | Élu en 1940. Réélu en 1942. Redécoupage vers le 11e district. | |
| James A. Roe (en)               | Démocrate             | 3 janvier 1945 - 3 janvier 1947    | 79e         | Élu en 1944. | |
| Robert T. Ross (en)             | Républicain           | 3 janvier 1947 - 3 janvier 1949    | 80e         | Élu en 1946. | |
| T. Vincent Quinn (en)           | Démocrate             | 3 janvier 1949 - 30 décembre 1951  | 81e , 82e   | Élu en 1948. Réélu en 1950. | |
| Vacant                          | Vacant                | 31 décembre 1951 - 18 février 1952 | 82e         | | |
| Robert T. Ross (en)             | Républicain           | 19 février 1952 - 3 janvier 1953   | 82e         | Élu pour terminer le mandat de Quinn. | |
| Albert H. Bosch (en)            | Républicain           | 3 janvier 1953 - 31 décembre 1960  | 83e - 86e   | Élu en 1952. Réélu en 1954. Réélu en 1956. Réélu en 1958. | |
| Vacant                          | Vacant                | 1er janvier 1961 - 2 janvier 1961  | 86e         | | |
| Joseph P. Addabbo (en)          | Démocrate             | 3 janvier 1961 - 3 janvier 1963    | 87e         | Élu en 1960. Redécoupage vers le 7e district. | |
| Franck J. Becker (en)           | Républicain           | 3 janvier 1963 - 3 janvier 1965    | 88e         | Redécoupage depuis le 3e district et réélu en 1962. | |
| Herbert Tenzer (en)             | Démocrate             | 3 janvier 1965 - 3 janvier 1969    | 89e , 90e   | Élu en 1964. Réélu en 1966. | |
| Allard K. Lowenstein (en)       | Démocrate             | 3 janvier 1969 - 3 janvier 1971    | 91e         | Élu en 1968. | |
| Norman F. Lent (en)             | Républicain           | 3 janvier 1971 - 3 janvier 1973    | 92e         | Élu en 1970. Redécoupage vers le 4e district. | |
| John W. Wydler (en)             | Républicain           | 3 janvier 1973 - 3 janvier 1981    | 93e - 96e   | Redécoupage depuis le 4e district et réélu en 1972. Réélu en 1974. Réélu en 1976. Réélu en 1978. Ne se répsetne pas en 1980.                                                                        | |
| Raymond J. McGrath (en)         | Républicain           | 3 janvier 1981 - 3 janvier 1993    | 97e - 102e  | Élu en 1980. Réélu en 1982. Réélu en 1984. Réélu en 1986. Réélu en 1988. Réélu en 1990. | |
| Gary Ackerman                   | Démocrate             | 3 janvier 1993 - 3 janvier 2013    | 103e - 112e | Redécoupage depuis le 7e district et réélu en 1992. Réélu en 1994. Réélu en 1996. Réélu en 1998. Réélu en 2000. Réélu en 2002. Réélu en 2004. Réélu en 2006. Réélu en 2008. Réélu en 2010. Retrait. | |
| Gary Ackerman                   | Démocrate             | 3 janvier 1993 - 3 janvier 2013    | 103e - 112e | Redécoupage depuis le 7e district et réélu en 1992. Réélu en 1994. Réélu en 1996. Réélu en 1998. Réélu en 2000. Réélu en 2002. Réélu en 2004. Réélu en 2006. Réélu en 2008. Réélu en 2010. Retrait. | 2003–2013 Parties des comtés de Nassau et Queens                                                         |
| Gregory Meeks                   | Démocrate             | 3 janvier 2013 - Présent           | 113e - 118e | Redécoupage depuis le 6e district et réélu en 2012. Réélu en 2014. Réélu en 2016. Réélu en 2018. Réélu en 2020. Réélu en 2022.                                                                      | 2013–2023 Parties des comtés de Nassau et Queens                                                         |
| Gregory Meeks                   | Démocrate             | 3 janvier 2013 - Présent           | 113e - 118e | Redécoupage depuis le 6e district et réélu en 2012. Réélu en 2014. Réélu en 2016. Réélu en 2018. Réélu en 2020. Réélu en 2022.                                                                      | 2023–2025 Parties du Comté de Queens                                                                     |

## Résultats des récentes élections
Voici les résultats des dix précédents cycles électoraux dans le district.

### 2004
| Élection de 2004 du 5e district congressionnel de New York | Élection de 2004 du 5e district congressionnel de New York | Élection de 2004 du 5e district congressionnel de New York | Élection de 2004 du 5e district congressionnel de New York | Élection de 2004 du 5e district congressionnel de New York |
| ---------------------------------------------------------- | ---------------------------------------------------------- | ---------------------------------------------------------- | ---------------------------------------------------------- | ---------------------------------------------------------- |
| Parti                                                      | Parti                                                      | Candidat                                                   | Votes                                                      | %                                                          |
|                                                            | Démocrate                                                  | Gary Ackerman (sortant)                                    | 119 726                                                    | 71,3                                                       |
|                                                            | Républicain                                                | Stephen Graves                                             | 46 867                                                     | 27,9                                                       |
|                                                            | Indépendant                                                | Gonzalo Policarpio                                         | 1 248                                                      | 0,7                                                        |
| Total des votes                                            | Total des votes                                            | Total des votes                                            | 167 841                                                    | 100 %                                                      |
|                                                            | Les Démocrates conservent                                  |                                                            |                                                            |                                                            |

### 2006
| Élection de 2006 du 5e district congressionnel de New York | Élection de 2006 du 5e district congressionnel de New York | Élection de 2006 du 5e district congressionnel de New York | Élection de 2006 du 5e district congressionnel de New York | Élection de 2006 du 5e district congressionnel de New York |
| ---------------------------------------------------------- | ---------------------------------------------------------- | ---------------------------------------------------------- | ---------------------------------------------------------- | ---------------------------------------------------------- |
| Parti                                                      | Parti                                                      | Candidat                                                   | Votes                                                      | %                                                          |
|                                                            | Démocrate                                                  | Gary Ackerman (sortant)                                    | 77 190                                                     | 100%                                                       |
|                                                            | Les Démocrates conservent                                  |                                                            |                                                            |                                                            |

### 2008
| Élection de 2008 du 5e district congressionnel de New York | Élection de 2008 du 5e district congressionnel de New York | Élection de 2008 du 5e district congressionnel de New York | Élection de 2008 du 5e district congressionnel de New York | Élection de 2008 du 5e district congressionnel de New York |
| ---------------------------------------------------------- | ---------------------------------------------------------- | ---------------------------------------------------------- | ---------------------------------------------------------- | ---------------------------------------------------------- |
| Parti                                                      | Parti                                                      | Candidat                                                   | Votes                                                      | %                                                          |
|                                                            | Démocrate                                                  | Gary Ackerman (sortant)                                    | 112 724                                                    | 71,0                                                       |
|                                                            | Républicain                                                | Elizabeth Berney                                           | 43 039                                                     | 27,1                                                       |
|                                                            | Conservateur (en)                                          | Jun Policarpio                                             | 3 010                                                      | 1,9                                                        |
| Total des votes                                            | Total des votes                                            | Total des votes                                            | 158 773                                                    | 100 %                                                      |
|                                                            | Les Démocrates conservent                                  |                                                            |                                                            |                                                            |

### 2010
| Élection de 2010 du 5e district congressionnel de New York | Élection de 2010 du 5e district congressionnel de New York | Élection de 2010 du 5e district congressionnel de New York | Élection de 2010 du 5e district congressionnel de New York | Élection de 2010 du 5e district congressionnel de New York |
| ---------------------------------------------------------- | ---------------------------------------------------------- | ---------------------------------------------------------- | ---------------------------------------------------------- | ---------------------------------------------------------- |
| Parti                                                      | Parti                                                      | Candidat                                                   | Votes                                                      | %                                                          |
|                                                            | Démocrate                                                  | Gary Ackerman (sortant)                                    | 72 239                                                     | 63,1                                                       |
|                                                            | Républicain                                                | James Milano                                               | 41 493                                                     | 36,2                                                       |
|                                                            | Indépendant                                                | Elizabeth Berney                                           | 798                                                        | 0,7                                                        |
| Total des votes                                            | Total des votes                                            | Total des votes                                            | 114 530                                                    | 100 %                                                      |
|                                                            | Les Démocrates conservent                                  |                                                            |                                                            |                                                            |

### 2012
| Élection de 2012 du 5e district congressionnel de New York | Élection de 2012 du 5e district congressionnel de New York | Élection de 2012 du 5e district congressionnel de New York | Élection de 2012 du 5e district congressionnel de New York | Élection de 2012 du 5e district congressionnel de New York |
| ---------------------------------------------------------- | ---------------------------------------------------------- | ---------------------------------------------------------- | ---------------------------------------------------------- | ---------------------------------------------------------- |
| Parti                                                      | Parti                                                      | Candidat                                                   | Votes                                                      | %                                                          |
|                                                            | Démocrate                                                  | Gregory Meeks                                              | 167 836                                                    | 89,7                                                       |
|                                                            | Républicain                                                | Alan Jennings                                              | 17 875                                                     | 9,6                                                        |
|                                                            | Libertarien                                                | Catherine Wark                                             | 1 345                                                      | 0,7                                                        |
| Total des votes                                            | Total des votes                                            | Total des votes                                            | 187 056                                                    | 100 %                                                      |
|                                                            | Les Démocrates conservent                                  |                                                            |                                                            |                                                            |

### 2014
| Élection de 2014 du 5e district congressionnel de New York | Élection de 2014 du 5e district congressionnel de New York | Élection de 2014 du 5e district congressionnel de New York | Élection de 2014 du 5e district congressionnel de New York | Élection de 2014 du 5e district congressionnel de New York |
| ---------------------------------------------------------- | ---------------------------------------------------------- | ---------------------------------------------------------- | ---------------------------------------------------------- | ---------------------------------------------------------- |
| Parti                                                      | Parti                                                      | Candidat                                                   | Votes                                                      | %                                                          |
|                                                            | Démocrate                                                  | Gregory Meeks (sortant)                                    | 75 712                                                     | 95,1                                                       |
|                                                            | Indépendant                                                | Allen F. Steinhardt                                        | 3 870                                                      | 4,9                                                        |
| Total des votes                                            | Total des votes                                            | Total des votes                                            | 79 582                                                     | 100 %                                                      |
|                                                            | Les Démocrates conservent                                  |                                                            |                                                            |                                                            |

### 2016
| Élection de 2016 du 5e district congressionnel de New York | Élection de 2016 du 5e district congressionnel de New York | Élection de 2016 du 5e district congressionnel de New York | Élection de 2016 du 5e district congressionnel de New York | Élection de 2016 du 5e district congressionnel de New York |
| ---------------------------------------------------------- | ---------------------------------------------------------- | ---------------------------------------------------------- | ---------------------------------------------------------- | ---------------------------------------------------------- |
| Parti                                                      | Parti                                                      | Candidat                                                   | Votes                                                      | %                                                          |
|                                                            | Démocrate                                                  | Gregory Meeks (sortant)                                    | 199 552                                                    | 85,5                                                       |
|                                                            | Républicain                                                | Alan Jennings                                              | 30 257                                                     | 13,0                                                       |
|                                                            | Vert                                                       | Frank François                                             | 3 583                                                      | 1,5                                                        |
| Total des votes                                            | Total des votes                                            | Total des votes                                            | 233 392                                                    | 100 %                                                      |
|                                                            | Les Démocrates conservent                                  |                                                            |                                                            |                                                            |

### 2018
| Élection de 2018 du 5e district congressionnel de New York | Élection de 2018 du 5e district congressionnel de New York | Élection de 2018 du 5e district congressionnel de New York | Élection de 2018 du 5e district congressionnel de New York | Élection de 2018 du 5e district congressionnel de New York |
| ---------------------------------------------------------- | ---------------------------------------------------------- | ---------------------------------------------------------- | ---------------------------------------------------------- | ---------------------------------------------------------- |
| Parti                                                      | Parti                                                      | Candidat                                                   | Votes                                                      | %                                                          |
|                                                            | Démocrate                                                  | Gregory Meeks (sortant)                                    | 160 500                                                    | 100%                                                       |
|                                                            | Les Démocrates conservent                                  |                                                            |                                                            |                                                            |

### 2020
| Élection de 2020 du 5e district congressionnel de New York | Élection de 2020 du 5e district congressionnel de New York | Élection de 2020 du 5e district congressionnel de New York | Élection de 2020 du 5e district congressionnel de New York | Élection de 2020 du 5e district congressionnel de New York |
| ---------------------------------------------------------- | ---------------------------------------------------------- | ---------------------------------------------------------- | ---------------------------------------------------------- | ---------------------------------------------------------- |
| Parti                                                      | Parti                                                      | Candidat                                                   | Votes                                                      | %                                                          |
|                                                            | Démocrate                                                  | Gregory Meeks (sortant)                                    | 229 125                                                    | 100%                                                       |
|                                                            | Les Démocrates conservent                                  |                                                            |                                                            |                                                            |

### 2022
Les Primaires Démocrates et Républicaines ont été annulées. Gregory Meeks (D-Sortant) et Paul King (R) avancent vers l'Élection Générale.
| Élection de 2022 du 5e district congressionnel de New York | Élection de 2022 du 5e district congressionnel de New York | Élection de 2022 du 5e district congressionnel de New York | Élection de 2022 du 5e district congressionnel de New York | Élection de 2022 du 5e district congressionnel de New York |
| ---------------------------------------------------------- | ---------------------------------------------------------- | ---------------------------------------------------------- | ---------------------------------------------------------- | ---------------------------------------------------------- |
| Parti                                                      | Parti                                                      | Candidat                                                   | Votes                                                      | %                                                          |
|                                                            | Démocrate                                                  | Gregory Meeks (sortant)                                    | 104 396                                                    | 75,1                                                       |
|                                                            | Républicain                                                | Peter King                                                 | 34 407                                                     | 24,8                                                       |
|                                                            | Autres                                                     | Autres                                                     | 184                                                        | 0,1                                                        |
| Total des votes                                            | Total des votes                                            | Total des votes                                            | 138 987                                                    | 100 %                                                      |
|                                                            | Les Démocrates conservent                                  |                                                            |                                                            |                                                            |

### 2024
Les Primaires Démocrates et Républicaines ont été annulées. Gregory Meeks (D-Sortant) et Paul King (R) avancent vers l'Élection Générale.
| Élection de 2024 du 5e district congressionnel de New York | Élection de 2024 du 5e district congressionnel de New York | Élection de 2024 du 5e district congressionnel de New York | Élection de 2024 du 5e district congressionnel de New York | Élection de 2024 du 5e district congressionnel de New York |
| ---------------------------------------------------------- | ---------------------------------------------------------- | ---------------------------------------------------------- | ---------------------------------------------------------- | ---------------------------------------------------------- |
| Parti                                                      | Parti                                                      | Candidat                                                   | Votes                                                      | %                                                          |
|                                                            | Démocrate                                                  | Gregory Meeks (sortant)                                    | TBD                                                        | TBD                                                        |
|                                                            | Républicain                                                | Peter King                                                 | TBD                                                        | TBD                                                        |
| Total des votes                                            | Total des votes                                            | Total des votes                                            | TBD                                                        | 100 %                                                      |
|                                                            |                                                            |                                                            |                                                            |                                                            |